# Resolutie 1970 Veiligheidsraad Verenigde Naties
Resolutie 1970 van de Veiligheidsraad van de Verenigde Naties is een resolutie die de VN-Veiligheidsraad unaniem aannam op 26 februari 2011. De resolutie eiste een onmiddellijk einde aan het geweld in Libië en verwees de situatie in Libië naar het Internationaal Strafhof. Ook legde ze een wapenembargo en reisverboden op en werden de rekeningen van de Libische leider Qadhafi en zijn familie bevroren.

## Achtergrond
Op 15 februari 2011 braken in Libië — in navolging van andere Arabische landen — protesten uit tegen het autocratische regime van kolonel Moammar al-Qadhafi. Twee weken later had dit bewind de controle over een groot deel van Libië verloren na gewelddadige confrontaties tussen zijn aanhangers en tegenstanders. Later probeerde hij de bevolking nog te paaien met geld, maar het geweld bleef aanhouden en vele Libiërs vluchten de grenzen met Egypte en Tunesië over. Het merendeel van de internationale gemeenschap koos de zijde van de oppositie in Libië en overwoog sancties tegen het land.

## Inhoud

### Waarnemingen
De Veiligheidsraad sprak zijn bezorgdheid uit over de situatie in Libië en veroordeelde het geweld tegen burgers.
Ook werden de grove mensenrechtenschendingen, waaronder de repressie van vreedzame betogers, betreurd.
Verwelkomd werd dat op 25 februari 2011 de Mensenrechtenraad van de Verenigde Naties besloten heeft een commissie in te stellen om die mensenrechtenschendingen te onderzoeken en waar mogelijk de verantwoordelijken aan te wijzen. Overwogen werd dat de grootschalige en systematische aanvallen tegen de burgerbevolking mogelijk een misdaad tegen de menselijkheid vormen.
Er was voorts bezorgdheid over het lot van de vluchtelingen, het gebrek aan medische voorraden voor de gewonden en de veiligheid van buitenlanders. De Libische autoriteiten werd gewezen op hun verantwoordelijkheid om de bevolking te beschermen.

### Handelingen
De Raad, handelend krachtens hoofdstuk VII van het Handvest van de Verenigde Naties, eiste een onmiddellijk einde aan het geweld in Libië en riep op tot stappen om aan de eisen van de bevolking te voldoen. Bij de Libische autoriteiten werd erop aangedrongen om:
a. De mensenrechten te respecteren,
b. De veiligheid van buitenlanders en hun bezittingen te garanderen en het hun mogelijk te maken het land te verlaten,
c. Veilige doorgang van hulpgoederen en hulpverleners te verzekeren,
d. De beperkingen op alle media onmiddellijk op te heffen.

#### Verwijzing naar het Internationaal Strafhof
De Raad besloot de situatie in Libië sedert 15 februari 2011 te verwijzen naar de aanklager van het Internationaal Strafhof. Het land werd ook verplicht volledige medewerking te geven aan het onderzoek van de aanklager. Alle staten en alle betrokken regionale en internationale organisaties werden opgeroepen het strafhof en de aanklager hun volle medewerking te geven. De aanklager werd uitgenodigd binnen twee maanden na het aannemen van de resolutie, en vervolgens elke zes maanden, de Veiligheidsraad in te lichten over de genomen stappen.

#### Wapenembargo
Alle lidstaten moesten met onmiddellijke ingang de levering van militair materieel en technische ondersteuning en financiering ervoor aan Libië verbieden. Libië zelf moest alle wapenuitvoer staken en de lidstaten mochten niet langer Libische wapens verwerven. Alle landen, in het bijzonder Libiës buurlanden, werden opgeroepen verdachte transporten van en naar Libië te inspecteren. De lidstaten werden ook gemachtigd om verboden goederen die daarbij werden aangetroffen in beslag te nemen. Ten slotte werden de lidstaten aangespoord hun inwoners krachtig af te raden naar Libië te reizen om voor de Libische autoriteiten en tot de mensenrechtenschendingen.

#### Reisverbod
Alle lidstaten moesten voorts de in bijlage 1 genoemde personen de toegang tot hun grondgebied ontzeggen.

#### Bevriezing van activa
Alle lidstaten moesten ook fondsen, financiële activa en economische middelen die bezeten of beheerd werden door de in bijlage 2 genoemde personen en entiteiten onverwijld bevriezen. Deze zouden in een latere fase ter beschikking worden gesteld aan het Libische volk.

#### Criteria
Deze reisbeperkingen en financiële sancties zouden gelden voor personen en entiteiten aangewezen door de commissie die krachtens deze resolutie werd opgericht en die:
a. Betrokken waren bij de mensenrechtenschendingen in Libië, onder meer door het beramen, leiden, bevelen of uitvoeren van aanvallen op de bevolking,
b. Of die voor of in naam van zulke personen of entiteiten handelden.

#### Nieuwe sanctiecommissie
De Veiligheidsraad vormde een commissie, bestaande uit alle leden van de Raad, met de volgende taken:
a. Toezien op de uitvoering van de opgelegde maatregelen,
b. De personen aanwijzen tegen wie het reisverbod werd ingesteld en de uitzonderingen behandelen,
c. De personen aanwijzen wier buitenlandse bezittingen moesten worden bevroren en de uitzonderingen behandelen,
d. Waar nodig richtlijnen opstellen voor de uitvoering van de opgelegde maatregelen,
e. Binnen 30 dagen rapporteren aan de Veiligheidsraad,
f. Een dialoog tussen de commissie en de lidstaten — Libiës buurlanden in het bijzonder — bevorderen,
g. Informatie opvragen bij de lidstaten over de uitvoering van de maatregelen,
h. Informatie over schendingen van de maatregelen onderzoeken en passende actie ondernemen.
Alle lidstaten werden ook opgeroepen binnen 120 dagen te rapporteren over de stappen die ze ondernamen om de maatregelen uit te voeren.

#### Humanitaire bijstand
De lidstaten werden verder opgeroepen bij te dragen aan humanitaire steun aan Libië en de terugkeer van humanitaire organisatie te ondersteunen.

#### Herziening
De Veiligheidsraad zou de daden van de Libische autoriteiten volgen en op gepaste wijze reageren door naargelang nodig de sancties uit te breiden, aan te passen, op te schorten of op te heffen, afhankelijk van de mate waarin de Libische autoriteiten de bepalingen van de resolutie naleefden.

### Bijlage I - Reisverbod
De eerste bijlage vermeldde 16 personen, de meesten van hen leden van de familie van de Libische leider Qadhafi, aan wie een reisverbod werd opgelegd. De meesten van hen bekleedden hoge posities binnen Qadhafi's regime en waren vanuit die positie betrokken bij de repressie van dissidenten.
Namelijk:
1. Al-Baghdadi, Dr Abdulqader Mohammed
```
Passport number: B010574. Date of birth: 01/07/1950. 
Head of the Liaison Office of the Revolutionary Committees. Revolutionary 
```

Committees involved in violence against demonstrators.
2. Dibri, Abdulqader Yusef
```
Date of birth: 1946. Place of birth: Houn, Libya. 
Head of Muammar Qadhafi’s personal security. Responsibility for regime 
```

security. History of directing violence against dissidents.
3. Dorda, Abu Zayd Umar
```
Director, External Security Organisation. Regime loyalist. Head of external 
```

intelligence agency.
4. Jabir, Major General Abu Bakr Yunis
```
Date of birth: 1952. Place of birth: Jalo, Libya. 
Defence Minister. Overall responsibility for actions of armed forces. 
```

5. Matuq, Matuq Mohammed
```
Date of birth: 1956. Place of birth: Khoms. 
Secretary for Utilities. Senior member of regime. Involvement with 
```

Revolutionary Committees. Past history of involvement in suppression of
dissent and violence.
6. Qadhaf Al-dam, Sayyid Mohammed
```
Date of birth: 1948. Place of birth: Sirte, Libya. 
Cousin of Muammar Qadhafi. In the 1980s, Sayyid was involved in the 
```

dissident assassination campaign and allegedly responsible for several deaths
in Europe. He is also thought to have been involved in arms procurement.
7. Qadhafi, Aisha Muammar
```
Date of birth: 1978. Place of birth: Tripoli, Libya.  
Daughter of Muammar Qadhafi. Closeness of association with regime. 
```

8. Qadhafi, Hannibal Muammar
```
Passport number: B/002210. Date of birth: 20/09/1975. Place of birth: Tripoli, 
```

Libya. Son of Muammar Qadhafi. Closeness of association with regime.
9. Qadhafi, Khamis Muammar
```
Date of birth: 1978. Place of birth: Tripoli, Libya. 
Son of Muammar Qadhafi. Closeness of association with regime. Command of 
```

military units involved in repression of demonstrations.

### Bijlage II - Bevriezing van activa
De tweede bijlage vermeldde zes personen van wie de buitenlandse tegoeden moesten worden bevroren, namelijk de Libische leider Qadhafi en vijf familieleden van hem.

## Verwante resoluties
- Resolutie 1192 Veiligheidsraad Verenigde Naties (1998)
- Resolutie 1506 Veiligheidsraad Verenigde Naties (2003)
- Resolutie 1973 Veiligheidsraad Verenigde Naties (2011)
- Resolutie 2016 Veiligheidsraad Verenigde Naties (2011)

Lijst ·  1967 ·  1968 ·  1969 ·  1970 ·  1971 ·  1972 ·  1973 ·  1974 ·  1975 ·  1976 ·  1977 ·  1978 ·  1979 ·  1980 ·  1981 ·  1982 ·  1983 ·  1984 ·  1985 ·  1986 ·  1987 ·  1988 ·  1989 ·  1990 ·  1991 ·  1992 ·  1993 ·  1994 ·  1995 ·  1996 ·  1997 ·  1998 ·  1999 ·  2000 ·  2001 ·  2002 ·  2003 ·  2004 ·  2005 ·  2006 ·  2007 ·  2008 ·  2009 ·  2010 ·  2011 ·  2012 ·  2013 ·  2014 ·  2015 ·  2016 ·  2017 ·  2018 ·  2019 ·  2020 ·  2021 ·  2022 ·  2023 ·  2024 ·  2025 ·  2026 ·  2027 ·  2028 ·  2029 ·  2030 ·  2031 ·  2032